# Perizoma lugdunaria
Perizoma lugdunaria is een vlinder uit de familie spanners (Geometridae). De wetenschappelijke naam is voor het eerst geldig gepubliceerd in 1855 door Herrich-Schäffer.
De soort komt voor in Europa.